# 福永守
福永 守（ふくなが まもる、1929年1月23日 - 2013年7月20日）は日本の装蹄師、馬主。

## 人物
1952年（昭和27年）に装蹄師免許を取得し福山競馬場で勤めたが、仕事が少なかったため、技術向上のために日本全国を修行して回った。内容は装蹄にとどまらず、鋸職人や刀鍛冶から鉄の鍛錬法を学び、木工職人に弟子入りして木を削る訓練を行うなど多岐に渡った。さらに若いころは馬の脚について研究するために故障した競走馬を購入して治療法を研究し、また馬の脚を譲り受けて作業場に吊るして骨と腱の構造を研究した。「馬の脚に同じものは1本たりとてない（≒だから、それに合わせた蹄鉄の打ち方をしてやらないといけない）」との持論を持っていた。
先述の修行や研究によって装蹄に関する卓抜した技術を身に着け、医学的に治療が困難と診察された数多くの馬を歩行・走行可能な状態にまで回復させた実績から「馬の神様」と称され、現代の名工にも選ばれた。福永自身は「骨折と腱断裂以外の脚の故障は全部治してみせる」と断言していた。
後年は広島県世羅郡世羅西町（現・世羅町）に「福永装蹄治療牧場」を設立し、後進の育成も積極的に行い、弟子は150人以上にのぼるとされる。
地方競馬の馬主資格を持ち、広島県内で競走馬の生産も行っていた。

## 装蹄に携わった主な競走馬
- イクノディクタス
- ハギノトップレディ
- セリーセクレタリー

## 主な所有馬
- インテリパワー（1999年浦和記念、2000年川崎記念、2002年ダイオライト記念）
- セリーセクレタリー（重賞未勝利）

## 出演番組
福永はテレビのドキュメンタリー番組でもしばしば取り上げられている。
- NONFIX（フジテレビ、1998年）[7]
- テレメンタリー2002（テレビ朝日、2002年）[6]
- にっぽん紀行（NHK総合テレビジョン、2006年）[1]
- イブニング・ふぉー（中国放送、2006年）[3]
- 生きる×2（民間放送教育協会加盟局、2007年）[4]